# Polski Związek Radioorientacji Sportowej
Polski Związek Radioorientacji Sportowej (PZRS) - stowarzyszenie kultury fizycznej, działające na terenie  Rzeczypospolitej Polskiej, którego przedmiotem działania jest dyscyplina sportowa: radioorientacja sportowa. W ramach Związku skupione są następujące dyscypliny radioorientacji sportowej:
- klasyczna radioorientacja sportowa,
- foksoring,
- sportowa radionawigacja satelitarna.

Polski Związek Radioorientacji Sportowej powstał 20 stycznia 1991 roku w Warszawie przy udziale trzech stowarzyszeń, kierowanych i działających w następujących miastach: Jan Kozaczuk (Chełm), Władysław Pietrzykowski (Bielsko-Biała) i Marek Ruszczak (Warszawa). Od 16 lutego 1991 do dnia 25 lipca 2013 pierwszym i jedynym prezesem był Zdzisław Strzemieczny. Od 28 września 2013 r. prezesem jest Zbigniew Mądrzyński.
Do najważniejszych zawodów organizowanych przez Związek należą corocznie rozgrywane Mistrzostwa Polski w Radioorientacji Sportowej oraz Ogólnopolskie Zawody Młodzieży Szkolnej w Radioorientacji Sportowej.